# 高橋洋子 (格闘家)
高橋 洋子（たかはし ようこ、1973年4月20日 - ）は、日本の女性総合格闘家。北海道小樽市出身。元スマックガール無差別級王者。

## 来歴
全日本女子プロレスの「平成6年組」だったがヘルニアのため退団。その後吉本女子プロレスJd'にレフェリーとして入団。
1996年7月14日、全日本女子プロレス・後楽園ホール大会でU★TOPトーナメント出場権をかけて藤原組のサンダー・クラックと対戦し勝利。これが「日本初の女子総合格闘家」高橋洋子のスタートとなる。
1996年8月12日、真夏の夜の武道館〜DISCOVER NEW HEROINE〜で行われたU★TOPトーナメントの1回戦でロジーナ・イリーナに裏十字固めで一本負け。
1999年10月8日、全日本キックボクシング連盟「WAVE-XIII」で熊谷直子とキックボクシングルールで対戦し、判定負け。
2001年5月3日、ReMix GOLDEN GATE 2001でマルース・クーネンと対戦し腕ひしぎ十字固めで一本負け。
2001年8月20日、Club Fight vol.4で石原美和子と対戦し時間切れで勝敗付かず。
レフェリーと格闘家の二足のわらじを履く生活が続いていたが、2001年9月30日に格闘技に専念するためJd'を退団。
2002年3月2日、ZERO-ONE 旗揚げ1周年記念興行で近藤有希と対戦し時間切れドロー。
2003年に元Jd'の藪下めぐみとともにSOD女子格闘技道場を設立。
2004年12月19日、SMACKGIRL 2004 〜WORLD ReMix〜で開幕した初代無差別級王者決定トーナメントの1回戦でマルース・クーネンと対戦しTKO負け。
2006年5月にSOD女子格闘技道場が、親会社ソフト・オン・デマンドの事情により閉鎖された。所属選手はファングジムの協力もあり6月に新たに「巴組」を結成。
2007年5月19日、SMACKGIRL 2007 〜最強はUSAだと女王は言った〜で行われたSMACKGIRL無差別級女王決定戦でアリシア・ミーナと対戦し、チョークスリーパーで一本勝ち。王座獲得に成功した。
2007年9月6日、SMACKGIRL無差別級王座の初防衛戦で愛弟子のHIROKOに敗れ王座から陥落した。
巴組が2007年11月30日付で活動を休止し、12月からはフリーとして活動。
2008年10月4日、アメリカ合衆国フロリダ州で開催されたEliteXC: Heatでクリスチャン・サイボーグと対戦し判定負け。

## 戦績
| 総合格闘技 戦績 | 総合格闘技 戦績 | 総合格闘技 戦績 | 総合格闘技 戦績 | 総合格闘技 戦績 | 総合格闘技 戦績 | 総合格闘技 戦績 |
| --------------- | --------------- | --------------- | --------------- | --------------- | --------------- | --------------- |
| 29 試合         | (T)KO           | 一本            | 判定            | その他          | 引き分け        | 無効試合        |
| 15 勝           | 4               | 11              | 0               | 0               | 1               | 1               |
| 12 敗           | 2               | 5               | 4               | 1               | 1               | 1               |

| 勝敗 | 対戦相手                   | 試合結果                                     | 大会名                                                                                             | 開催年月日     |
| ×    | シェイナ・オルセン         | 5分3R終了 判定0-3                            | CFX / XKL - Mayhem in Minneapolis                                                                  | 2010年4月24日  |
| ×    | クリスチャン・サイボーグ   | 3分3R終了 判定0-3                            | EliteXC: Heat                                                                                      | 2008年10月4日  |
| ×    | HIROKO                     | 5分3R終了 判定0-3                            | SMACKGIRL 2007 〜女王たちの一番熱い夏〜 【SMACKGIRL無差別級女王タイトルマッチ】                    | 2007年9月6日   |
| ○    | たま☆ちゃん                | 1R 2:27 カーフ・クランチャー                 | Fatal Femmes Fighting 2: Girls Night Out                                                           | 2007年7月14日  |
| ○    | アリシア・ミーナ           | 1R 3:04 チョークスリーパー                   | SMACKGIRL 2007 〜最強はUSAだと女王は言った〜 【第3代SMACKGIRL無差別級女王決定戦】                  | 2007年5月19日  |
| ×    | ジェン・ケース             | 2R 1:39 腕ひしぎ十字固め                     | Fatal Femmes Fighting 1: Asian Invasion                                                            | 2007年2月17日  |
| ○    | 武田美智子                 | 1R 4:09 チョークスリーパー                   | SMACKGIRL 2006 〜頂女決戦〜                                                                        | 2006年6月30日  |
| ○    | イ・ヨンジュ               | 2R 0:47 ヒールホールド                       | CMAフェスティバル 日本対韓国 全面対抗戦                                                            | 2006年5月24日  |
| ×    | マルース・クーネン         | 1R 0:39 腕ひしぎ十字固め                     | G-SHOOTO JAPAN 04                                                                                  | 2006年3月11日  |
| ○    | 美花                       | 1R 0:47 KO（ハイキック）                     | G-SHOOTO Plus 05                                                                                   | 2006年2月24日  |
| ○    | エマ・ニールセン           | 1R 4:13 腕ひしぎ足固め                       | SMACKGIRL 〜KOREA 2005〜                                                                           | 2005年5月21日  |
| ×    | マルース・クーネン         | 1R 2:30 TKO（パンチ連打）                    | SMACKGIRL 2004 〜WORLD ReMix〜 【スマックガール初代無差別級王者決定トーナメント 1回戦】            | 2004年12月19日 |
| ○    | 伊藤薫                     | 1R 1:34 チキンウィングアームロック           | SMACKGIRL 2004 〜近藤有希引退記念興行〜 【WORLD ReMix 日本代表選抜試合】                           | 2004年11月4日  |
| ○    | 唯我                       | 1R 4:33 TKO（パンチ連打）                    | SMACKGIRL 2004 〜聖地凱旋〜                                                                        | 2004年8月5日   |
| ×    | イルマ・ヘルホーフ         | 判定                                         | It's Showtime                                                                                      | 2004年5月20日  |
| ○    | 亜利弥'                    | 1R 1:43 フロントチョーク                     | ZERO-ONE「IMPOSSIBLE TO ESCAPE」                                                                   | 2002年7月7日   |
| ×    | イルマ・ヘルホーフ         | 1R TKO                                       | Free Fight Explosion 2                                                                             | 2002年6月23日  |
| △    | 近藤有希                   | 3分3R終了 時間切れ                           | ZERO-ONE 旗揚げ1周年記念興行                                                                       | 2002年3月2日   |
| ○    | 張替美佳                   | 1R 2:35 アキレス腱固め                       | SMACK GIRL 〜Pioneering Spirit〜                                                                   | 2002年2月3日   |
| －   | 石原美和子                 | 10分終了 時間切れ（無効試合）                | Club Fight vol.4                                                                                   | 2001年8月20日  |
| ×    | マルース・クーネン         | 1R 1:11 腕ひしぎ十字固め                     | ReMix GOLDEN GATE 2001                                                                             | 2001年5月3日   |
| ○    | サンドラ・デ・ランジェ     | 1R 1:27 KO                                   | Smack Girl 〜Episode 0〜                                                                           | 2000年12月17日 |
| ○    | シルヴァナ・フルーネフェル | 1R 1:28 腕ひしぎ十字固め                     | LLPW: L-1 2000 THE STRONGEST LADY                                                                  | 2000年11月22日 |
| ○    | 金子真理                   | 1R 4:01 アキレス腱固め                       | CLUB FIGHT Round 1                                                                                 | 2000年11月12日 |
| ○    | 三井綾                     | 1R 1:54 TKO                                  | LLPW: ULTIMATE CHALLENGE '98 L-1                                                                   | 1998年10月10日 |
| ×    | 天野理恵子                 | 1R 17:25 反則（顔面へのキック）              | CMAオクタゴンチャレンジ                                                                            | 1997年12月8日  |
| ×    | ベッキー・レビー           | 1R 2:14 ギブアップ（タオル投入：パンチ連打） | THE U-JAPAN SUPER FIGHTING '96 VOL.1                                                               | 1996年11月17日 |
| ×    | ロジーナ・イリーナ         | 6:06 裏十字固め                              | 女子プロレスオールスター戦「真夏の夜の武道館」〜DISCOVER NEW HEROINE〜 【U★TOPトーナメント 1回戦】 | 1996年8月12日  |
| ○    | サンダー・クラック         | 1R 10:14 ギブアップ                          | 全日本女子プロレス                                                                                 | 1996年7月14日  |

### グラップリング
| 勝敗 | 対戦相手 | 試合結果          | 大会名                                    | 開催年月日   |
| △    | 美花     | 5分2R終了 判定0-1 | club DEEP TOKYO 〜メガトンGP 2008 FINAL〜 | 2008年8月2日 |

### ボクシング
| 勝敗 | 対戦相手 | 試合結果                   | 大会名                          | 開催年月日    |
| ×    | ライカ   | 4R 1:30 KO（ボディブロー） | 山木ジム21周年記念興業 山木祭り | 2006年6月10日 |

### キックボクシング
| 勝敗 | 対戦相手 | 試合結果                          | 大会名                                        | 開催年月日     |
| ×    | モニカ   | 2分3R終了 判定0-3                 | ブレスレス ムエタイ 7                         | 2011年2月20日  |
| ×    | 村上リエ | 3R 1:50 KO（パンチ）              | NO NAME HEROES 10                             | 2010年10月31日 |
| ×    | 熊谷直子 | 2分5R終了 判定0-3                 | 全日本キックボクシング連盟「WAVE-XIII」       | 1999年10月8日  |
| ○    | UNO      | 1R 2:34 TKO（レフェリーストップ） | Jd'【キックボクシングマッチ】                 | 1999年9月12日  |
| △    | 風智美   | 3分3R終了 ドロー                  | Jd' 3rd Anniversary【キックボクシングマッチ】 | 1999年4月29日  |

## 獲得タイトル
- 第3代SMACKGIRL無差別級女王（2007年）

## 入場テーマ 曲
- 「ゴーストバスターズ」（レイ・パーカー・ジュニア）
- 「魔訶不思議アドベンチャー!」（2006年上半期に使用。この時期、高橋は孫悟空のコスチュームで入場していた）